# RS-102,221
RS-102,221 je lek koji je bio jedno od prvih otkrivenih jedinjenja koja deluju kao potentan i selektivan antagonist na serotoninskom  receptoru, sa selektivnošću od oko 100x u odnosu na blisko srodne  i  receptore. On je pokazao anksiolitičke efekte u životinjskim studijama, povećanje efektivnosti SSRI antidepresiva, i ima kompleksne interakcije sa kokainom, tako što povećava neke i snižava druge efekte, što odražava ulogu  receptora i regulaciji dopaminske signalizacije u mozgu.